# بریله، گجرات
بریله (به انگلیسی: Bareela) یک شهرک در پاکستان است که در ناحیه گجرات واقع شده‌است.